# 422
Évszázadok: 4. század – 5. század – 6. század
Évtizedek: 370-es évek – 380-as évek – 390-es évek – 400-as évek – 410-es évek – 420-as évek – 430-as évek – 440-es évek – 450-es évek – 460-as évek – 470-es évek
Évek: 417 – 418 – 419 – 420 –  421 – 422 – 423 – 424 – 425 – 426 – 427

## Események

### Nyugat- és Keletrómai Birodalom
- Honorius (nyugaton) és II. Theodosius (keleten) császárokat választják consulnak-
- A római-perzsa háborúban a rómaiak eredménytelenül ostromolják Niszibiszt, míg a szászánida erők 30 napig ostrom alatt tartják Theodosopolist, majd elvonulnak.
- A hunok, kihasználva a római erők keleti lekötöttségét, Rugila vezetésével átkelnek az Al-Dunán, betörnek Moesiába és Trákiába és már Konstantinápolyt veszélyeztetik. Theodosius császár gyorsan "százéves" békét köt a szászánidákkal, kölcsönösen tolerálva egymás vallását.
- Theodosius kiegyezik a hunokkal és évi 350 font aranyat ígér nekik.
- A nyugatrómai hadsereg legyőzi a Galliát fosztogató frankokat; elfogják és kivégzik Theodemer frank királyt.
- A nyugatrómaiak megtámadják a Dél-Hispániába visszavonult vandálokat, de mivel hadvezéreik, Castinus és Bonifatius egymás ellen intrikálnak (Bonifatius ott is hagyja a hadjáratot és átkel Észak-Afrikába), Castinus tehetségtelennek bizonyul és a vizigót zsoldosaik is elárulják őket, végül vereséget szenvednek.
- Meghal I. Bonifatius pápa. A diakónusok Eulaliust (akinek Bonifatiusszal egy időben történő megválasztását szabálytalannak nyilvánították) kéri fel az egyház vezetésére, de ő ezt visszautasítja. Bonifatius utódja I. Caelestinus.[1]
- Rómában megkezdődik a Santa Sabina-bazilika építése.

### Kína
- A Liu Szung-dinasztia alapítója, Vu császár megbetegszik és 59 éves korában meghal. Utódja 16 éves legidősebb fia, Liu Ji-fu, aki a Sao uralkodói nevet veszi fel.
- Egy Tanhung nevű buddhista szerzetes kis monasztikus közösséget alapít az északnyugat-kínai Maicsisan-barlangokban.

## Születések
- Szent Genovéva, Párizs védőszentje
- Licinia Eudoxia, III. Valentinianus és Petronius Maximus nyugatrómai császárok felesége

## Halálozások
- június 26. - Szung Vu-ti, kínai császár
- szeptember 4. – I. Bonifatius pápa[1]
- Fa-hszien, kínai buddhista szerzetes

## Fordítás
- Ez a szócikk részben vagy egészben  a(z)   422 című angol Wikipédia-szócikk ezen változatának fordításán alapul.  Az eredeti cikk szerkesztőit annak laptörténete sorolja fel. Ez a jelzés csupán a megfogalmazás eredetét és a szerzői jogokat jelzi, nem szolgál a cikkben szereplő információk forrásmegjelöléseként.